# Sniper (film)
Sniper är en amerikansk action-thrillerfilm från 1993 i regi av Luis Llosa, med Tom Berenger och Billy Zane i huvudrollerna.

## Rollista
| Tom Berenger          | – Thomas Beckett          |
| Billy Zane            | – Richard Miller          |
| J.T. Walsh            | – Chester van Damme       |
| Aden Young            | – Doug Papich             |
| Ken Radley            | – El Cirujano             |
| Frederick Miragliotta | – General Miguel Alavarez |